# Park Jin-sub
Park Jin-sub (Seúl, Corea del Sur; 11 de marzo de 1977) es un exfutbolista y entrenador de fútbol de Corea del Sur que jugaba en la posición de defensa. Actualmente es el entrenador del Busan IPark de la K League 2.

## Carrera

### Club
| Periodo   | Club                        | Apariciones | Goles |
| --------- | --------------------------- | ----------- | ----- |
| 2000–2001 | Gimcheon Sangmu FC (armada) |             |       |
| 2002–2005 | Ulsan Hyundai Horang-i      | 91          | 2     |
| 2005–2008 | Seongnam Ilhwa Chunma       | 97          | 0     |
| 2009–2010 | Busan IPark                 | 39          | 0     |
| 2011–2012 | Ulsan Hyundai Mipo Dockyard | 28          | 2     |

### Selección nacional
Pasó por las selecciones menores de Corea del Sur desde la categoría sub-20, donde participó en los juegos Olímpicos de Sídney 2000. Con la selección absoluta en 35 ocasiones de 1998 a 2004 y anotó cinco goles; participó en la Copa de Oro de la Concacaf 2000, los Juegos Asiáticos de 1998 y en dos ediciones de la Copa Asiática.

### Entrenador
| Periodo   | Club                      |
| --------- | ------------------------- |
| 2018–2020 | Gwangju FC                |
| 2021      | FC Seoul                  |
| 2022      | Jeonbuk Hyundai Motors II |
| 2022-     | Busan IPark               |

## Logros

### Jugador
- K League 1: 2005

### Entrenador
- K League 2: 2019